# Banco Mundial de Semillas de Svalbard
El Banco Mundial de Semillas de Svalbard o Cámara Global de Semillas (del noruego: Svalbard Globale Frøhvelv) es un enorme almacén subterráneo de semillas de miles de plantas de cultivo de todo el mundo, situado en la isla de Spitsbergen, en el archipiélago noruego de Svalbard, cerca de su capital, Longyearbyen.
Con una extensión de más de mil metros cuadrados repartidos entre tres almacenes, es el depósito de semillas más grande del mundo. Fue inaugurado en 2008 para salvaguardar la biodiversidad de las especies de cultivos que sirven como alimento en caso de una catástrofe local o mundial. 
Se conoce popularmente como la «cámara del fin del mundo» (en inglés: Doomsday Vault) porque es capaz de resistir terremotos, el impacto de bombas y otros desastres. 

## Descripción
La cámara está construida a prueba de erupciones volcánicas, terremotos de hasta 10 grados en la escala de Richter, la radiación solar, y, en caso de fallo eléctrico, el permafrost (capa de suelo permanentemente congelada) del exterior actuaría como refrigerante natural.
Los almacenes subterráneos tienen una temperatura natural constante de entre -3 y -6 °C, pero cuentan con una refrigeración artificial hasta los -18 °C para asegurar la conservación de las semillas durante siglos. La ubicación a 130 metros sobre el nivel del mar garantiza que el suelo esté seco.

## Contexto

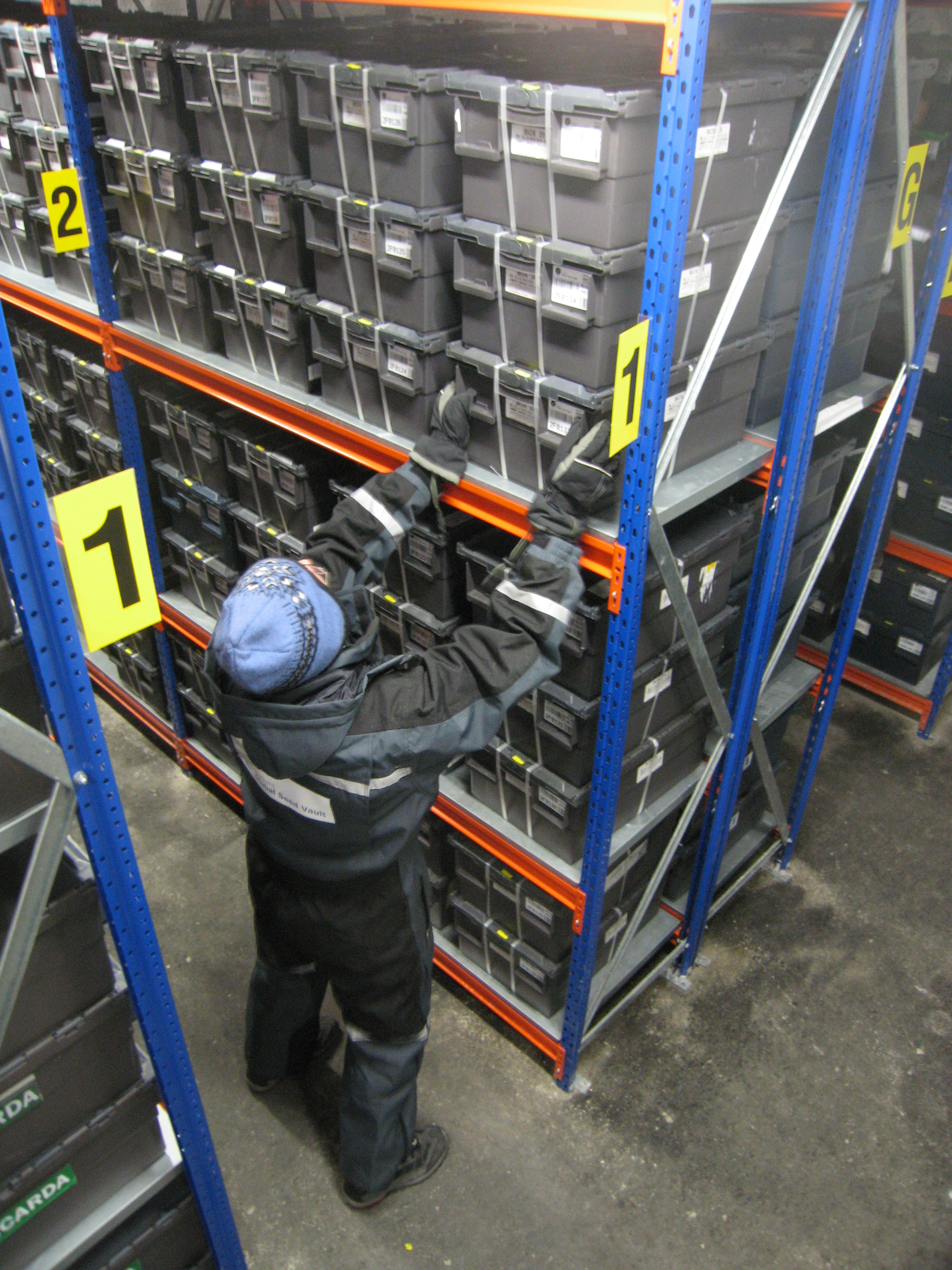
Cajas de almacenamiento de semillas en estanterías de metal dentro de la cámara.

La Cámara Global de Semillas no es un banco genético al uso al que puedan recurrir investigadores u otros interesados. El Banco de Semillas de Svalbard fue creado para que los bancos genéticos de todo el mundo almacenen en él muestras de sus colecciones de semillas y las puedan replicar en caso de que se pierdan como consecuencia de conflictos bélicos, actos terroristas o catástrofes naturales.
La idea de un gran banco de semillas internacional no es nueva. El Banco Genético Nórdico de Agricultura y Horticultura que se inauguró en 1984 en la Mina 3, una explotación minera en desuso, constituía un almacén de seguridad de semillas de plantas escandinavas. En aquella época, la incertidumbre relacionada con la propiedad de los recursos genéticos impedía, entre otras causas, que el banco fuera de ámbito internacional. El Tratado Internacional sobre los Recursos Fitogenéticos para la Alimentación y la Agricultura (TRFAA), que entró en vigor en junio de 2004, resolvió este problema, y Noragric de la Facultad de Ciencias de la Vida de Oslo comenzó a trabajar en un estudio preliminar para la creación de un banco de semillas.
El centro funciona como una caja de seguridad en un banco. El edificio es del Banco de Semillas, propiedad del gobierno de Noruega, y el contenido de cada caja es del banco genético que lo ha depositado.
La única institución que ha reclamado las semillas que había depositado en Svalbard fue en 2015 a causa de la guerra de Siria. El International Center for Agricultural Research in the Dry Areas (ICARDA) de Alepo albergaba 148.000 variedades adaptadas a zonas áridas, pero el conflicto hizo que el almacén quedase totalmente destruido. Por suerte, había enviado un 80 % de duplicados de sus muestras al banco de Svalbard.
La construcción del Banco Mundial de Semillas costó unos 9 millones de dólares, que asumió Noruega. El Ministerio de Agricultura y Alimentación coordina su funcionamiento diario junto con el Nordic Gene Resource Centre y la Global Crop Diversity Trust. En su décimo aniversario en 2018 se elaboró un proyecto de mejora que incluye un nuevo túnel de acceso y un edificio para unidades refrigeración y de suministro de energía en caso de emergencia.

## Capacidad del banco
Una muestra de semillas se compone de alrededor de 500 semillas selladas herméticamente en una bolsa de aluminio, y la instalación tiene una capacidad de almacenamiento de 4,5 millones de muestras de semillas.
| Año  | Especies | Total muestras | Ref.         |
| ---- | -------- | -------------- | ------------ |
| 2008 |          | >187 000       | [ 5 ]        |
| 2010 |          | 500 000        | [ 6 ]        |
| 2013 |          | 770 000        | [ 7 ]        |
| 2014 |          | 820 619        | [ 8 ]        |
| 2015 | 4000     | 840 000        | [ 9 ] [ 10 ] |
| 2019 |          | 983 524        | [ 11 ]       |
| 2020 |          | 1 074 537      | [ 11 ]       |
| 2021 |          | 1,125,419      | [ 12 ]       |
| 2022 |          | 1,170,569      | [ 13 ]       |
| 2023 |          | 1,267,127      | [ 14 ]       |
| 2024 |          | 1,301,397      | [ 15 ]       |
| 2025 | 6,297    | 1,331,458      | [ 16 ]       |

## Premios y honores
- Fue clasificado por la revista Time como el sexto mejor invento en 2008.[17]
- La obra Perpetual Repercussion de Dyveke Sanne que adorna el frontal con triángulos de acero obtuvo un galardón en los premios Iluminación de Noruega en 2009.[18]